# Lehmann Bernheimer
Lehmann Bernheimer (* 27. Dezember 1841 in Buttenhausen; † 29. Mai 1918 in München) war ein Kaufmann und Mäzen.

## Leben
Bernheimer wurde 1841 in Buttenhausen bei Münsingen (Württemberg) als drittes Kind von Meier Bernheimer (1801–1870) und dessen Frau Sarah, geborene Kahn (1803–1881), geboren. In Buttenhausen befand sich seit dem Judenschutzbrief von 1787 eine kleine jüdische Landgemeinde. Sein Vater war Stoffhändler und bot seine Waren auf verschiedenen Märkten in Süddeutschland unter anderem auch auf der Auer Dult an.
Lehmann besuchte zunächst die Volksschule in Buttenhausen. Im Alter von zehn Jahren wechselte Lehmann auf die Realschule nach Stuttgart, die er vier Jahre später mit Abschluss verließ.
Bernheimer gründete am 10. Mai 1864 in München sein erstes Geschäft für Kleiderstoffe und Konfektion. Zu diesem Zeitpunkt übernahm er ein fast bankrottes Textilgeschäft am Münchner Salvatorplatz. 1870 verlegte er das Geschäft in die Kaufingerstraße 17. Das Angebot wurde zunehmend vor allem um Teppiche aus dem Orient und kunstgewerbliche Objekte erweitert. Aus dem Stoffhandel entwickelte sich bald das Kunst- und Auktionshaus Bernheimer. Bernheimer kaufte Mobiliar, Plastiken, Fayencen etc. auf den wichtigsten Plätzen und kam dadurch zu Wohlstand. 1887 bis 1889 ließ Bernheimer am Lenbachplatz 3 das Palais Bernheimer nach einem Entwurf von Friedrich von Thiersch erbauen und unterstrich damit seinen städtebaulichen Gestaltungswillen. Die Einweihung des „größten Kunsthauses der Welt“ fand am 10. Dezember 1889 im Beisein von Prinzregent Luitpold statt.
Lehmann Bernheimer war seit 1864 mit Fanny Bernheimer, geb. Haimann (1843–1911), verheiratet. Aus der Ehe sind die Kinder Emma (1865–1950), Isidor (* vor 1870), Max (1870–1933), Ernst (1875–1956) und Otto (1877–1960) hervorgegangen.
In den 1890er Jahren traten die Söhne Max Bernheimer, Ernst Bernheimer und Otto Bernheimer in das Geschäft des Vaters ein. Mit einundzwanzig Jahren erhielt jeder Sohn Prokura und konnte eigenständig Einkäufe tätigen. Mit 25 Jahren wurden sie zu gleichberechtigten Teilhabern. 1897 wurde das Haus durch einen Brand fast vollständig zerstört.
1903 stiftete er in seiner Geburtsstadt Buttenhausen eine Realschule für Juden und Christen. Die Schule erhielt den Namen Bernheimersche Realschule.
1907 bis 1910 wurde das Geschäft durch den Zukauf der Häuser Ottostraße 13 und 14, die dem Komplex Lenbachplatz 3 hinzugefügt wurden, erweitert. Mit der Ausführung wurden die Architekten Friedrich von Thiersch und Martin Dülfer beauftragt. Es entstand u. a. ein italienischer Hof zur Präsentation von Steinskulpturen und anderen Kunstgegenständen. Prunkstück des neuen Gebäudes war der Gobelinsaal. Durch die Verwendung moderner Technik war es möglich, einzelne Räume flexibel zu gestalten und nach dem Geschmack der Kunden einzurichten.

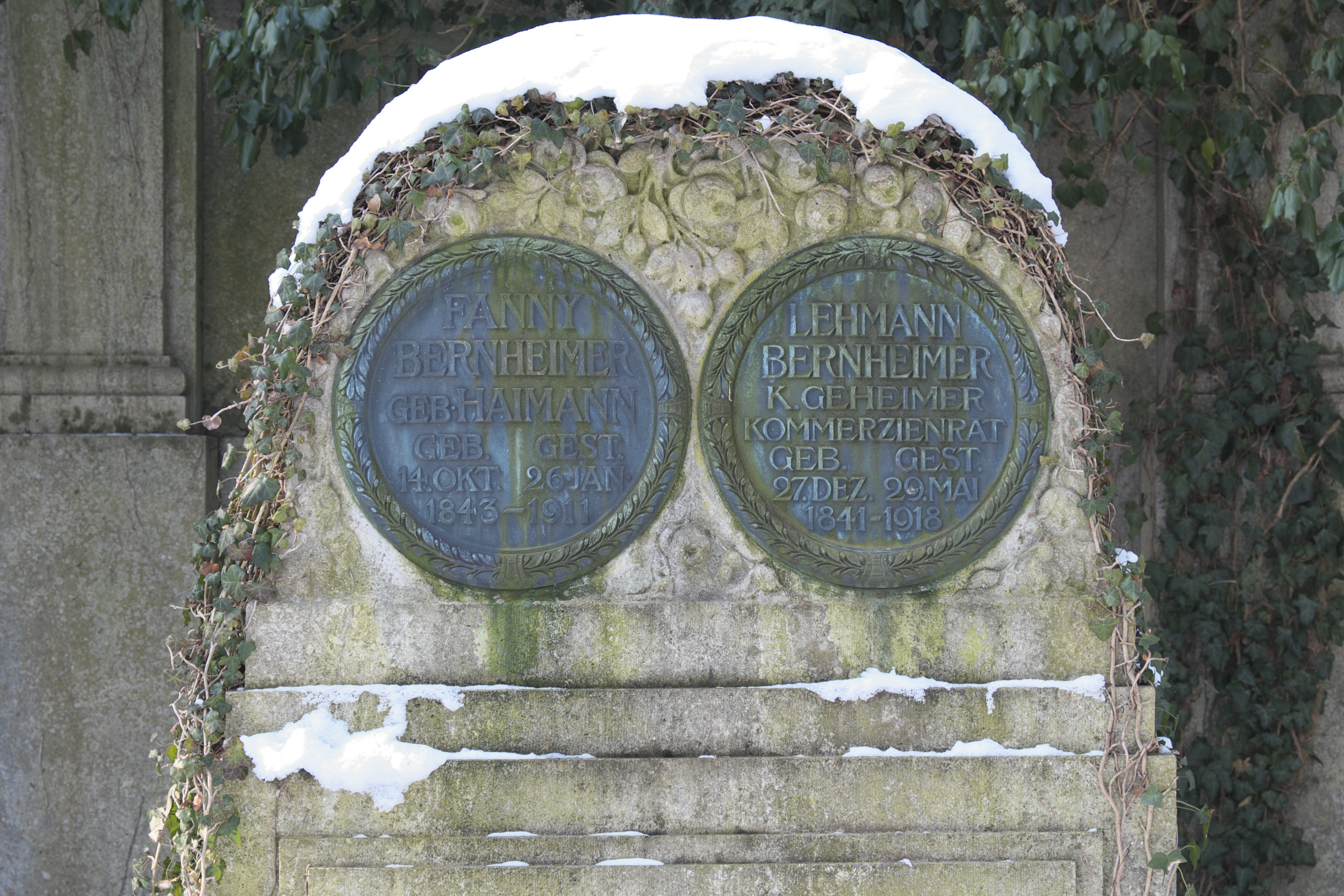
Grab von Lehmann Bernheimer auf dem Neuen Israelitischen Friedhof in München

Zu den Kunden der Firma von Lehmann Bernheimer gehörte der gesamte europäische Hochadel, amerikanische und europäische Industrielle, Angehörige des Großbürgertums sowie Dichter- und Malerfürsten.
Bernheimer betrieb auch hauseigene Werkstätten, in denen Möbel und dergleichen nachgebaut werden konnten, sofern Originale nicht vorhanden waren. Am Vorabend des Ersten Weltkrieges beschäftigte die Firma 115 Mitarbeiter.
Bernheimer verstarb im Mai 1918 im Alter von 77 Jahren in München an den Folgen eines Schlaganfalls. Er liegt auf dem Neuen Israelitischen Friedhof in München begraben.

## Ehrungen
- 1882: Ernennung zum Königlich-Bayrischen Hoflieferanten durch König Ludwig II.
- 1884: Ernennung zum ersten Königlich-Bayrischen Kommerzienrat.
- 1904: Ehrenbürgerrecht von Buttenhausen